# Madeleine (film fra 1919)
Madeleine er en tysk stumfilm fra 1919 af Siegfried Philippi.

## Medvirkende
- Ria Jende
- Eduard von Winterstein
- Hermann Vallentin
- Heinrich Schroth
- Hans Albers